# Wahl zum Senat der Vereinigten Staaten in Arizona 1998
Am 3. November 1998 wurde einer der beiden Vertreter des US-Bundesstaates Arizona im Senat der Vereinigten Staaten gewählt. Der Amtsinhaber John McCain wurde im Amt bestätigt.

## Kandidaten
- Ed Ranger (Demokraten), Anwalt
- John McCain (Republikaner), Amtsinhaber
- John C. Zajac (Libertäre)
- Bob Park (Reform Party)

## Ergebnisse
| Partei       | Kandidat      | Stimmen | Anteil  | Veränderung |
| ------------ | ------------- | ------- | ------- | ----------- |
| Republikaner | John McCain   | 696.577 | 68,74 % | +12,93 %    |
| Demokraten   | Ed Ranger     | 275.224 | 31,57 % | −4,41 %     |
| Libertarier  | John C. Zajac | 23.004  | 2,27 %  | +0,63 %     |
| Reform Party | Bob Park      | 18.288  | 1,80 %  |             |
| Write-ins    |               | 187     | 0,02 %  |             |